# Grevskabet Glatz
Grevskabet Glatz (Kladsko (tjekkisk) eller Kłodzko (polsk)) er en del af den nuværende sydvestlige Polen. Området svarer nogenlunde til nutidens Powiat Kłodzkie og er opkaldt efter det administrative sæde i byen Kladsko / Glatz / Kłodzko.
Grevskabet var en vigtig forbindelse mellem Schlesien (Śląsk) i nord og Bøhmen (Čechy) i syd. Geografisk hører området til Schlesien, da floden Nysa Kłodzka er en biflod til Oder (Odra), men området har været i bøhmisk besiddelse siden 900-tallet. Da kejser Lothar 3. i det tysk-romerske imperium fastsatte grænsen mellem Bøhmen og Schlesien i 1137, kom Grevskabet Glatz til at tilhøre Bøhmen.
I de schlesiske krige blev grevskabet Glatz besat af Preussen i 1742 og officielt inkluderet i den preussiske provins Schlesien i 1763. I 1945 blev området en del af Polen og tilhører i dag Województwo dolnośląskie.
50°22′N 16°38′Ø / 50.37°N 16.63°Ø